# Yūka Nanri
Yūka Nanri (jap. 南里 侑香, Nanri Yūka; * 13. März 1984 in der Präfektur Nagasaki, Japan), die gewöhnlich nur als Yuuka bezeichnet wird, ist eine Seiyū, Musicaldarstellerin und bekannte J-Pop-Sängerin.

## Werdegang
Yūka Nanri hatte 1995 ihren ersten Auftritt, als Kinderstar, in der Sendung Utatte Odorompa (うたってオドロンパ) des Senders NHK. Zwei Jahre später trat sie der Gesangsschauspielgruppe Minami-Aoyama Shōjo Kageki-dan (南青山少女歌劇団, dt. „Mädchenoperntruppe Süd-Aoyama“), auch unter dem Namen Nanshō bekannt, bei. Dort begann sie Musicals und andere künstlerische Auftritte zu zeigen. Im Jahre 2001 trat sie aus dieser Gruppierung aus und begann noch im selben Jahr als Seiyū für die japanische Version von The Powerpuff Girls als Bubbles zu arbeiten. Es folgten weitere Rollen als Seiyū in Werken wie My-HiME oder Gunslinger Girl.
2003 sang sie mit ihrer Mitseiyū Saeko Chiba den Abspann für die OVA zum Ren’ai-Adventure Memories Off 2nd ein, woraus das zeitlich befristete Duo tiaraway hervorging, das Ende 2003 seine erste Single Your Shade/Usual place herausbrachte. Nachdem sie drei Singles und ein Album veröffentlichten, wurde die Gruppe am 6. März 2005, nach ihrem ersten und letzten Live-Auftritt, aufgelöst.
Anschließend gründete sie mit Yuki Kajiura, einer bekannten Komponistin für Animemusik das Duo FictionJunction Yuuka. Dieses Duo wurde unter anderem durch die Musikstücke zu Mobile Suit Gundam SEED und dem Nachfolger Mobile Suit Gundam SEED Destiny in der Szene weit bekannt. Yūka sang für den Anime Madlax, für den Yuki Kajiura den Soundtrack komponierte, die meisten nichtinstrumentalen Musikstücke.
Im Jahr 2006 wurde sie für die Hauptrolle im Musical Angel Gate – Haru no Yokan (ANGEL GATE～春の予感～) ausgewählt und trat damit insgesamt 4-mal, vom 13. bis 16. April, auf. Aus diesem Grunde konnte sie nicht als Seiyū an der zweiten Staffel von School Rumble teilnehmen. Im März desselben Jahres erhielt sie ihren Universitätsabschluss für Gesang.
Ihre ersten Solo-Konzerte mit dem Titel Premium Live 2007 veranstaltete sie als FictionJunction YUUKA am 8. und 15. Februar 2007.

## Rollen (Auswahl)
- Narumi Ijūin in Prince of Tennis (2005)
- Juliet Nao Zhang (ジュリエット・ナオ・チャン) in My-Otome (2005)
- Sayuri Sawatari (沢渡 佐由理) in Kumo no Mukō, Yakusoku no Basho (2004)
- Nao Yūki (結城 奈緒) in Mai-HiME (2004)
- Karen Ichijō (一条 かれん) in School Rumble (erste Staffel, 2004)
- Akino Iida (飯田 秋乃) in W~Wish (2004)
- Sakura in Godannar (2003)
- Henrietta (ヘンリエッタ) in Gunslinger Girl (2003)
- Mao Nome (マオ・ノーム) in Macross Zero (2002)
- Megumi Soma (相摩 希) in Memories Off 2nd (2001)